# Year One
Year One is een filmkomedie uit 2009 onder regie van Harold Ramis.
De film gaat over twee jagers-verzamelaars die verzeild raken in Bijbelse tijden.

## Rolverdeling
- Kyle Gass - Monnik
- Jack Black - Zed
- Michael Cera - Oh
- Olivia Wilde - Prinses Inanna
- Christopher Mintz-Plasse - Isaac
- Hank Azaria - Abraham
- David Cross - Cain
- Oliver Platt - Hoge priester
- Juno Temple - Eema
- June Diane Raphael - Maya
- Vinnie Jones - Sargon
- Eden Riegel - Lilith
- Bill Hader - Sjamaan